# Gran Premi de Sud-àfrica del 1975
Resultats del Gran Premi de Sud-àfrica de Fórmula 1 de la temporada 1975, disputat al circuit de Kyalami l'1 de març del 1975.

## Resultats
| Pos | No | Pilot              | Equip             | Voltes | Temps/ Retirada          | Pos. de sortida | Punts |
| --- | -- | ------------------ | ----------------- | ------ | ------------------------ | --------------- | ----- |
| 1   | 3  | Jody Scheckter     | Tyrrell - Ford    | 78     | 1h 43' 16. 90            | 3               | 9     |
| 2   | 7  | Carlos Reutemann   | Brabham - Ford    | 78     | + 3.74 s                 | 2               | 6     |
| 3   | 4  | Patrick Depailler  | Tyrrell - Ford    | 78     | + 16.92 s                | 5               | 4     |
| 4   | 8  | Carlos Pace        | Brabham - Ford    | 78     | + 17.31 s                | 1               | 3     |
| 5   | 12 | Niki Lauda         | Ferrari           | 78     | + 28.64 s                | 4               | 2     |
| 6   | 2  | Jochen Mass        | McLaren - Ford    | 78     | + 1' 03.64 min.          | 16              | 1     |
| 7   | 23 | Rolf Stommelen     | Hill - Ford       | 78     | + 1' 12.91 min.          | 14              |       |
| 8   | 28 | Mark Donohue       | Penske - Ford     | 77     | + 1 Volta                | 18              |       |
| 9   | 16 | Tom Pryce          | Shadow - Ford     | 77     | + 1 Volta                | 19              |       |
| 10  | 5  | Ronnie Peterson    | Lotus - Ford      | 77     | + 1 Volta                | 8               |       |
| 11  | 34 | Guy Tunmer         | Lotus - Ford      | 76     | + 2 Voltes               | 25              |       |
| 12  | 6  | Jacky Ickx         | Lotus - Ford      | 76     | + 2 Voltes               | 21              |       |
| 13  | 33 | Eddie Keizan       | Lotus - Ford      | 76     | + 2 Voltes               | 22              |       |
| 14  | 31 | Dave Charlton      | McLaren - Ford    | 76     | + 2 Voltes               | 20              |       |
| 15  | 14 | Bob Evans          | BRM               | 76     | + 2 Voltes               | 24              |       |
| 16  | 11 | Clay Regazzoni     | Ferrari           | 71     | Accelerador              | 9               |       |
| 17  | 27 | Mario Andretti     | Parnelli - Ford   | 70     | Transmissió              | 6               |       |
| NC  | 21 | Jacques Laffite    | Williams - Ford   | 69     | No classificat           | 23              |       |
| NC  | 1  | Emerson Fittipaldi | McLaren - Ford    | 65     | No classificat           | 11              |       |
| Ret | 32 | Ian Scheckter      | Tyrrell - Ford    | 55     | Accident                 | 17              |       |
| Ret | 24 | James Hunt         | Hesketh - Ford    | 53     | Prob. amb el combustible | 12              |       |
| Ret | 17 | Jean Pierre Jarier | Shadow - Ford     | 37     | Sobreescalfament         | 13              |       |
| Ret | 10 | Lella Lombardi     | March - Ford      | 23     | Prob. amb el combustible | 26              |       |
| Ret | 20 | Arturo Merzario    | Williams - Ford   | 22     | Motor                    | 15              |       |
| Ret | 18 | John Watson        | Surtees - Ford    | 19     | Embragatge               | 10              |       |
| Ret | 9  | Vittorio Brambilla | March - Ford      | 16     | Radiador                 | 7               |       |
| NVQ | 30 | Wilson Fittipaldi  | Fittipaldi - Ford |        |                          |                 |       |
| NVQ | 22 | Graham Hill        | Lola - Ford       |        |                          |                 |       |

## Altres
- Pole: Carlos Pace 1' 16. 41

- Volta ràpida: Carlos Pace 1' 17. 20 (a la volta 11)